# Antonio Tagliolini
Antonio Tagliolini (...) è uno scenografo italiano.

## Carriera
Antonio Tagliolini ha cominciato la sua carriera scenografica collaborando con Enrico Verdozzi nel film Il fornaretto di Venezia (1939), per la regia di Duilio Coletti. Durante la sua carriera ha allestito 11 scenografie assieme a Verdozzi, di cui sei per il Coletti. Durante l'anno 1943 sembra che  Verdozzi non abbia partecipato a nessun film, e Tagliolini firma da solo le scenografie di tre film, in particolare Il fidanzato di mia moglie (1943), per la regia di Carlo Ludovico Bragaglia.

## Filmografia
- Il fornaretto di Venezia, regia di Duilio Coletti (1939)
- Capitan Fracassa, regia di Duilio Coletti (1940)
- Giuliano de' Medici, regia di Ladislao Vajda (1941)
- La maschera di Cesare Borgia, regia di Duilio Coletti (1941)
- Il cavaliere senza nome, regia di Ferruccio Cerio (1941)
- Il mercante di schiave, regia di Duilio Coletti (1942)
- Inferno giallo, regia di Géza von Radványi (1942)
- Principessina, regia di Tullio Gramantieri (1943)
- La danza del fuoco, regia di Giorgio Simonelli (1943)
- Il fidanzato di mia moglie, regia di Carlo Ludovico Bragaglia (1943)
- Tre ragazze cercano marito, regia di Duilio Coletti (1944)
- Il ventesimo duca, regia di Lucio De Caro (1945)
- Non canto più, regia di Riccardo Freda (1945)
- L'adultera, regia di Duilio Coletti (1946)